# رویال شکسپیر کامپنی

لوگوی رویال شکسپیر کامپنی

رویال شکسپیر کامپنی (انگلیسی: Royal Shakespeare Company) یا به اختصار آراس‌سی (RSC) یک شرکت بزرگ نمایش و تئاتر در انگلستان است که در استراتفورد واریک‌شر مستقر است. این شرکت بیش از هزار کارمند دارد و در حدود بیست نمایش در سال تولید می‌کند. این گروه هنری به‌طور منظم اجراهایی در لندن، استراتفورد و سایر نقاط بریتانیا یا خارج از کشور دارد.
علاوه بر نمایشنامه‌های شکسپیر و معاصرانش، آراس‌سی کارهای جدیدی را از هنرمندان زنده و معاصر تهیه و تولید می‌کند و با سازندگان و هنرمندان تئاتر از سراسر جهان ارتباط سازندهٔ هنری دارد. این گروه هنری همچنین با معلمان همکاری می‌کند تا علاقهٔ پایداری از ویلیام شکسپیر را در جوانان و نوجوانان ایجاد کند و برنامه‌هایی همگانی ارائه می‌کند تا همه مردم بتوانند به کاوش در آثار این نمایشنامه‌نویس بزرگ بپردازند.
پیتر هال و تِـرِور نان از مدیران پیشین این گروه هنری بودند.

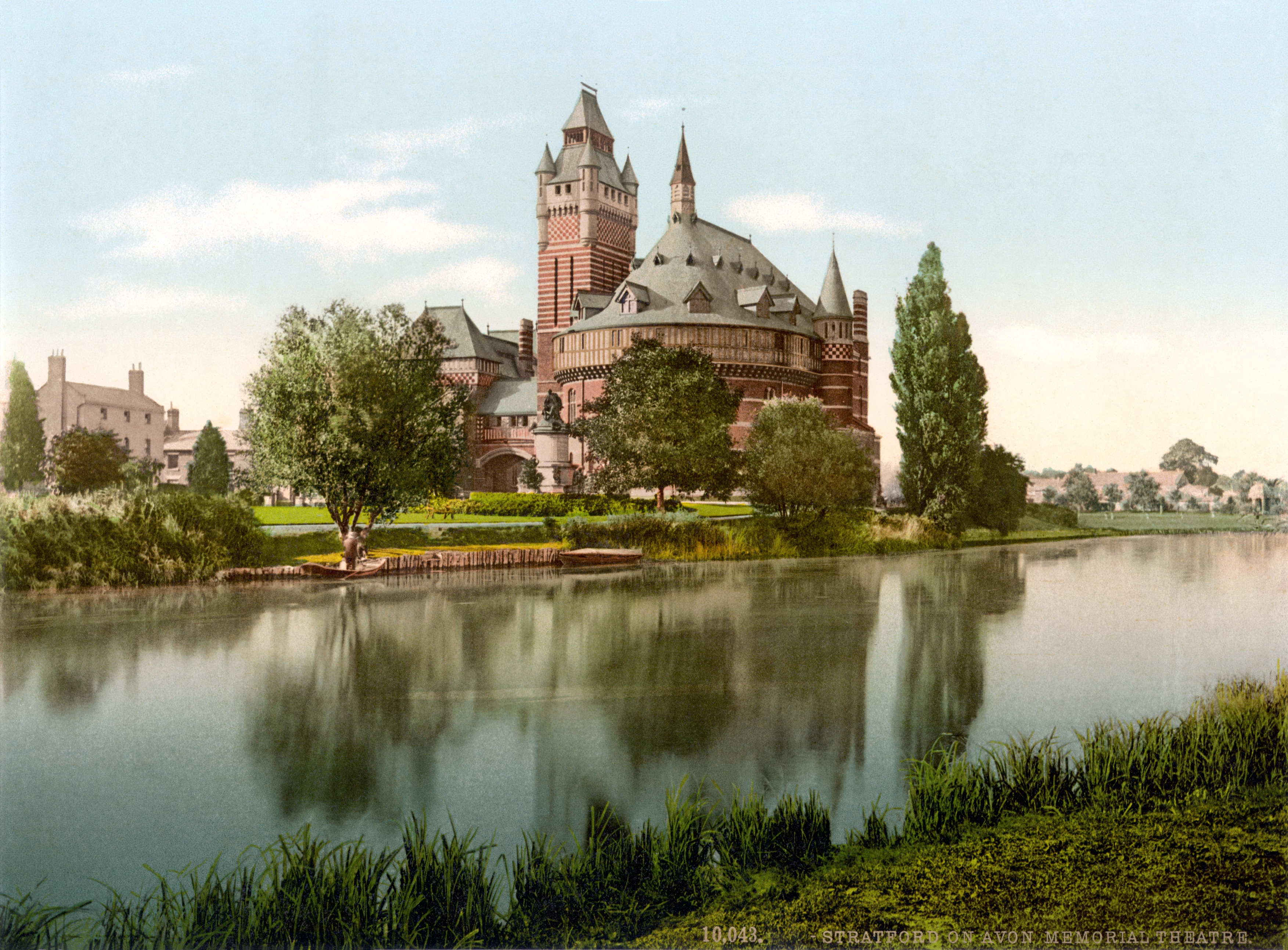
تئاتر سلطنتی شکسپیر یک بنای فهرست‌شده تئاتر صحنه ای است که دارای بیش از ۱۰۴۰ صندلی است که متعلق به شرکت رویال شکسپیر است که به نمایشنامه نویس و شاعر انگلیسی ویلیام شکسپیر اختصاص دارد. این شهر در شهر استراتفورد - زادگاه شکسپیر - در میدلندز انگلیسی، در کنار رود آون واقع شده‌است. این ساختمان شامل تئاتر کوچکتر سوان است. تئاترهای رویال شکسپیر و سوان در نوامبر ۲۰۱۰ پس از انجام یک بازسازی اساسی به نام پروژه تحول، بازگشایی شدند.